# Macha Makeïeff
Macha Makeïeff est une autrice, metteuse en scène, réalisatrice et plasticienne française née à Marseille le 25 juin 1953.
Elle est la fondatrice avec Jérôme Deschamps de la troupe Des Deschiens, elle a été directrice artistique du Théâtre de Nîmes de 2003 à 2008.
Elle fonde avec Jérôme Deschamps en 1978 leur compagnie de théâtre "Deschamps & Makeïeff'' et ont ainsi créé à ce jour plus de vingt spectacles mêlant théâtre, chorégraphie et musique.
Elle dirige La Criée, Théâtre national de Marseille de 2011 à 2022.
Elle fonde, en 2000, les Films de Mon Oncle, pour la restauration et le rayonnement de l'oeuvre de Jacques Tati.
Depuis 2022, elle dirige sa Compagnie, MadeMoiselle, théâtre, arts visuels et transmission.

## Biographie

### Théâtre
En 1979, Macha Makeïeff fait la rencontre du metteur en scène Antoine Vitez, qui lui confie sa première mise en scène au théâtre des Quartiers d'Ivry dans le cadre du Printemps d'Ivry. Avec Jérôme Deschamps, elle crée plus de vingt spectacles joués en France comme à l’étranger dans le cadre de leur compagnie, « Deschamps et Makeïeff », qu'ils fondent en 1978,.
Dans les années 1990, elle crée avec Jérôme Deschamps les « Deschiens » autour de Bruno Lochet, François Morel, Yolande Moreau, Olivier Saladin, Philippe Duquesne, Lorella Cravotta, Atmen Kélif, Olivier Broche... Par la création des costumes et la couleur qu'elle donne à la compagnie, elle crée un style « Deschiens ».
À partir de 1993, parallèlement à la troupe de théâtre, « Les Deschiens » devient une série télévisée diffusée sur Canal+ où les personnages enchaînent des sketchs courts. Cette série est composée de deux périodes distinctes, une série dite classique allant de 1993 à 1996 et une série moderne de 2000 à 2002.
En 2003, elle est nommée directrice artistique du théâtre de Nîmes jusqu'en 2008 (aux côtés de Jérôme Deschamps de 2003 à 2006). Par la suite, en 2010, elle fonde sa propre compagnie de théâtre : La Compagnie Mademoiselle.
De juillet 2011 à avril 2022, elle est directrice du Centre Dramatique National de Marseille, La Criée,. Elle s'attache à réunir autour d'une programmation théâtrale exigeante l'ensemble des activités artistiques qu'elle mène et défend : musique, images, arts plastiques, pour développer un projet inscrit dans le tissu urbain de la ville de Marseille dont elle est originaire. Elle y crée Les Apaches et Ali Baba en 2013, Les Âmes offensées : Les derniers chasseurs Inuits et Les Soussous de Guinée en 2014 et Les Guerriers Massaï en 2017 selon les carnets de l’ethnologue Philippe Geslin et Lumières d'Odessa en 2014.
Ainsi que Trissotin ou Les Femmes Savantes, en 2015, qui a réuni plus de 90 000 spectateurs et donné plus de 120 représentations, rencontrant un grand succès public et critique ; le spectacle en tournée en Chine en mars 2018, à l’invitation de l’Institut Français de Chine, a été ovationné à Guangzhou, Shanghai, Pékin et Tianjin. Puis La Fuite ! de Mikhaïl Boulgakov en 2017 et Lewis versus Alice créé au Festival d'Avignon le 14 juillet 2019, en tournée dans toute la France.

### Opéra
Pour l’opéra, elle a mis en scène avec Jérôme Deschamps Les Brigands d'Offenbach (Opéra d’Amsterdam et Opéra Bastille à Paris) et L’Enlèvement au sérail de Mozart (Aix-en-Provence, et Opéra de Lausanne). En 2004, elle met en scène Moscou-Tchériomouchki à l’Opéra de Lyon avec Alexander Lazarev, dont elle crée décors et costumes.
Depuis, elle a signé plusieurs spectacles comme Mozart Short Cuts (Grand Théâtre de Luxembourg et Cité de la musique), La Veuve Joyeuse (Opéra de Lyon), L’Étoile de Chabrier et Zampa ou la Fiancée de marbre de Hérold (Opéra Comique). En 2010, elle met en scène La Calisto de Cavalli au Théâtre des Champs-Élysées et Les Mamelles de Tirésias de Francis Poulenc à l’Opéra de Lyon et l’Opéra Comique, productions pour lesquelles elle assure la mise en scène, les décors et les costumes.
En 2015, elle crée les décors de l'Opéra Chérubin, direction musicale Jean-Marie Zeitouni, mise en scène Juliette Deschamps, Opéra Orchestre national Montpellier Occitanie.
En 2017, elle crée les costumes de l’Opéra Erismena de Cavalli, direction musicale Leonardo García Alarcón, mise en scène Jean Bellorini, Festival International d’Art Lyrique d’Aix en Provence. En 2018, elle crée les costumes de l’Opéra Rodelinda, direction musicale Emmanuelle Haïm, mise en scène Jean Bellorini, Création pour l’Opéra de Lille.
Elle collabore avec John Eliot Gardiner, William Christie, Louis Langrée, Christophe Rousset…

### Cinéma
En 1985, Macha Makeïeff réalise Tam-Tam, son premier film avec Jérôme Deschamps. Deux ans plus tard ils réalisent C'est dimanche d'après le spectacle qu'ils avaient créé en 1986 au Théâtre des Amandiers de Nanterre. De 1994 à 2001 ils éditent en vidéo les sketchs des Deschiens diffusés sur Canal+.
Macha Makeïeff a par ailleurs fondé avec Jérôme Deschamps et Sophie Tatischeff en 2001 « Les Films de mon Oncle », qui se consacre à la diffusion et à la restauration de l’œuvre de Jacques Tati.
En 2008, elle a participé aux côtés de Jérôme Deschamps à la réalisation du film d’animation La Véritable Histoire du chat botté.

### Arts plastiques
Macha Makeïeff est également plasticienne et a installé son atelier au « 7bis », à Paris.
Elle expose à la Fondation Cartier, au musée des arts décoratifs de Paris, à Chaumont-sur-Loire, à la Grande Halle de la Villette, au Carré d'art de Nîmes, et intervient comme scénographe pour plusieurs musées et expositions temporaires.
En 2009, elle est commissaire et scénographe de l’exposition Jacques Tati, deux temps trois mouvements organisée par la Cinémathèque française.
En 2018, elle réalise la scénographie de l’exposition Éblouissante Venise (septembre 2018 - janvier 2019) au Grand Palais.
En juillet 2019 Macha Makeïeff créé, autour du spectacle Lewis versus Alice, l’exposition Trouble fête, collections curieuses et choses inquiètes, à la Maison Jean Vilar (5 juillet au 14 décembre 2019).

### Autres
Macha Makeïeff a publié livres et essais aux éditions du Chêne, Séguier, Seuil et Actes Sud. Écrits-Criée ou « CRI-CRI », la revue de La Criée qu’elle a imaginée, est sortie début 2019. Parallèlement à Lewis versus Alice, elle écrit Zone céleste, un livre paru aux éditions Actes Sud le 3 juillet 2019.
Proche du groupe de musique Moriarty, elle contribue à leur lancement en coproduisant avec Jérôme Deschamps leur premier album. Elle réalise également des costumes de scène pour divers artistes de variété (comme M pour sa tournée Mister Mystère).
En 2011, elle réalise avec Vincent Delerm la mise en scène du spectacle théâtral et musical Memory.
Depuis 2009, elle préside le fonds d’aide à l’innovation audiovisuelle au CNC.
En 2011, elle est membre du jury du prix Françoise-Sagan. En 2017-2018 elle est membre du conseil d’administration et du conseil d’orientation artistique de MP2018 Quel amour !.
Depuis 2013, elle est présidente du conseil artistique et scientifique du Pavillon Bosio (École Supérieure d’Arts Plastiques de la Ville de Monaco).
Depuis 2016, elle est membre du jury du Prix Olfa Rambourg pour l'art et la culture.

### Vie privée
Macha Makeïeff est mariée avec Jérôme Deschamps. Ensemble, ils ont quatre enfants : Juliette Deschamps (metteuse en scène né en 1977), Arthur Deschamps (metteur en scène né en 1985), Louise Deschamps (comédienne) et Félix Deschamps Mak (peintre et décorateur né en 1996).

## Théâtre

### Metteuse en scène
- 1979 : Un peu de musique pour Monsieur, co-mise en scène et interprétation avec Jeanne Vitez, création au Studio d'Ivry
- 1990 : Les Frères Zenith, création des costumes, création au Théâtre municipal de Sète, mise en scène Jérôme Deschamps et Macha Makeïeff
- 1992 : Les Pieds dans l'eau, création des costumes, création au Théâtre de Nîmes, mise en scène Jérôme Deschamps et Macha Makeïeff, Molière du meilleur spectacle comique 1993
- 1994 : C’est Magnifique, création des costumes, création au Théâtre de Nîmes, mise en scène Jérôme Deschamps et Macha Makeïeff, Molière du meilleur spectacle comique,1996
- 1997 : Les Précieuses ridicules de Molière, décor et création des costumes, création au Théâtre national de Bretagne à Rennes, mise en scène Jérôme Deschamps et Macha Makeïeff
- 1999 : Les Pensionnaires, création des costumes, création au Théâtre national de Bretagne, mise en scène Jérôme Deschamps et Macha Makeïeff
- 2001 : La Cour des grands, création des décors et costumes, création au Théâtre national de Bretagne, mise en scène Jérôme Deschamps et Macha Makeïeff[24]
- 2002 : Soirée Tati, création au Théâtre national de Chaillot, mise en scène Jérôme Deschamps et Macha Makeïeff
- 2003 : Les Etourdis, création des décors et costumes, création au Théâtre de Nîmes, mise en scène Jérôme Deschamps et Macha Makeïeff
- 2006 : L'Affaire de la Rue de Lourcine d'Eugène Labiche, création des décors et costumes, création au Théâtre de Nîmes, mise en scène Jérôme Deschamps et Macha Makeïeff
- 2006 : La Méchante Vie d'après les Scènes populaires d’Henri Monnier, création des costumes, création au Théâtre de Nîmes, mise en scène Jérôme Deschamps et Macha Makeïeff
- 2008 : Salle des fêtes, création des décors et costumes, création au Théâtre de Nîmes, mise en scène Jérôme Deschamps et Macha Makeïeff
- 2012 : Les Apaches, mise en scène, création des décors et costumes, création au Théâtre national de Marseille - La Criée
- 2012 : Soirées Transfert (Le Rêve, Psychanalyse et cinéma, L'Animal), création, une proposition de Macha Makeïeff avec Andreas Mayer, chercheur à l'institut Max Planck de Berlin
- 2013 : Ali Baba, mise en scène, décors, costumes, création au Théâtre national de Marseille - La Criée
- 2014 : Les Âmes offensées, #1 Les derniers chasseurs Inuits (Peau d'ours sur ciel d'avril) et #2 Les Soussous de Guinée (Le Crayon de Dieu n'a pas de gomme), création, une proposition de Macha Makeïeff avec Philippe Geslin, ethnologue
- 2014 : Contes d'Odessa, création au MuCEM, une proposition de Macha Makeïeff, textes Isaac Babel et Philippe Fenwick
- 2014 : Péché Mignon, fantaisie itinérante dans le cadre des Soirées Nomades de la Fondation Cartier
- 2015 : Pierre et le loup de Prokofiev, création, direction Yannis Pouspourikas, Orchestre Philharmonique de l'Opéra de Marseille, conte musical raconté par Macha Makeïeff
- 2015 : Trissotin ou les Femmes savantes, mise en scène, décor et costumes, création, première mondiale aux Nuits de Fourvière
- 2015 : Lumières d'Odessa, une proposition de Macha Makeïeff, texte Philippe Fenwick avec des écrits d'Isaac Babel, Création aux Rencontres d'été La Chartreuse, juillet
- 2017 : Les Âmes offensées, #3 Les Guerriers Massaï (Avant le départ des gazelles…), création, une proposition de Macha Makeïeff avec Philippe Geslin, ethnologue
- 2017 : La Fuite ! de Mikhaïl Boulgakov, adaptation, mise en scène, décor, costumes, création au Théâtre national de Marseille - La Criée
- 2019 : Lewis versus Alice, d'après Lewis Carroll, adaptation, mise en scène, décor, costumes, création au Festival d'Avignon
- 2022 : Tartuffe de Molière, « L’Autre et son mystère »[25],[26], adaptation, mise en scène, décor et costumes, création au Théâtre national de Marseille - La Criée
- 2021 : Les Hadza cueilleurs d'eau, mise en scène, décor et costumes, création au Théâtre national de Marseille - La Criée
- 2023 : Dom Juan de Molière, mise en scène, décor et costumes, Odéon[27],[28]

### Costumière et décoratrice
- 1979 : Les Oubliettes, costumes et collaboration à la mise en scène, création au Théâtre des Bouffes du Nord, mise en scène Jérôme Deschamps
- 1979 : La Famille Deschiens, collaboration à la mise en scène, création au Studio d'Ivry, mise en scène Jérôme Deschamps
- 1980 : La Petite Chemise de nuit, costumes et collaboration à la mise en scène, création au Centre Georges-Pompidou dans le cadre du Festival d'automne à Paris, mise en scène Jérôme Deschamps
- 1979 : Les Précipitations, collaboration à la mise en scène, interprétation et costumes, création au Théâtre de la Salamandre, mise en scène Jérôme Deschamps
- 1981 : En Avant !, costumes et collaboration à la mise en scène, création au Théâtre national de Chaillot, mise en scène Jérôme Deschamps
- 1982 : Les Blouses, costumes et collaboration à la mise en scène, création au Théâtre national de Strasbourg, mise en scène Jérôme Deschamps
- 1985 : C’est dimanche, costumes et collaboration artistique, création à Dakar, mise en scène Jérôme Deschamps
- 1985 : La Veillée, création des costumes, création au Théâtre national populaire de Villeurbanne, mise en scène Jérôme Deschamps et Macha Makeïeff,
- 1986 : Les Petits Pas, création des costumes, création au Théâtre des Bouffes du Nord, mise en scène Jérôme Deschamps et Macha Makeïeff, Molière du spectacle musical (1988)
- 1989 : Lapin Chasseur, création des costumes, création au Théâtre national de Chaillot, mise en scène Jérôme Deschamps et Macha Makeïeff, Molière du meilleur spectacle comique (1990)
- 2006 : Solo, la dernière bande de Samuel Beckett, création des décors, création au Théâtre du Nord, mise en scène Alain Milianti
- 2008 : Rouge Carmen d'après Prosper Mérimée, création des costumes, création au festival Nuits de Fourvière, mise en scène et adaptation Juliette Deschamps
- 2009 : Mon Petit Gérard, création des costumes et accessoires, création à la Cinémathèque française, mise en scène Louise Wallon
- 2013 : La Bonne âme du Se-Tchouan, mise en scène par Jean Bellorini, Théâtre national de Toulouse Méditerranée
- 2016 : Karamazov, mise en scène par Jean Bellorini, Festival d’Avignon, Carrière Boulbon

## Opéra

### Metteuse en scène
- 1991 : Les Brigands, opéra-bouffe de Jacques Offenbach, mise en scène et costumes, direction musicale Louis Langrée, mise en scène Jérôme Deschamps et Macha Makeïeff, création à La Haye
- 2003 : L'Enlèvement au sérail, Singspiel de Mozart, mise en scène et costumes, direction musicale Marc Minkowski, mise en scène Jérôme Deschamps et Macha Makeïeff, création au Palais des Festivals de Baden-Baden
- 2004 : Moscou Tcheriomouchki op. 105, comédie musicale de 1959 de Dmitri Chostakovitch, adaptation du livret, mise en scène, décors et costumes, direction musicale Kirill Karabits, mise en scène Macha Makeïeff et Jérôme Deschamps, création de l'Opéra de Lyon
- 2006 : Mozart Short Cuts, opéra d’après un montage de pièces de Mozart, scénario, mise en scène, décors et costumes, conception musicale et direction Laurence Equilbey, mise en scène Macha Makeïeff et Jérôme Deschamps, création au Grand Théâtre de la Ville de Luxembourg
- 2006 : La Veuve joyeuse, opérette de Franz Lehár, adaptation des dialogues, mise en scène, décors et costumes, direction musicale Gérard Korsten, création à l’Opéra de Lyon
- 2007 : L'Étoile, opéra-bouffe d'Emmanuel Chabrier, mise en scène, décors et costumes, direction musicale John Eliot Gardiner, mise en scène Macha Makeïeff et Jérôme Deschamps, création à l’Opéra Comique
- 2008 : Zampa ou la fiancée de marbre, opéra-comique de Ferdinand Hérold, mise en scène, décors et costumes, direction musicale William Christie et Jonathan Cohen, mise en scène Macha Makeïeff et Jérôme Deschamps, création à l’Opéra Comique
- 2010 : La Calisto, opéra de Pietro Francesco Cavalli, mise en scène, décors et costumes, création au Théâtre des Champs-Élysées
- 2010 : Les Boulingrin, d’après Les Boulingrin de Georges Courteline, opéra-bouffe, musique de Georges Aperghis sur une commande de l’Opéra Comique, costumes, direction musicale Jean Deroyer, mise en scène Jérôme Deschamps
- 2010 : Les Mamelles de Tirésias, opéra-bouffe de Francis Poulenc d’après la pièce de Guillaume Apollinaire, direction musicale Ludovic Morlot, mise en scène, décors et costumes, création à l’Opéra de Lyon
- 2015 : Création des décors de l'Opéra Chérubin, direction musicale Jean-Marie Zeitouni, mise en scène Juliette Deschamps, Opéra Orchestre national Montpellier Occitanie

### Décoratrice et costumière
- 2008 : Altre Stelle, costumes, direction musicale François-Xavier Roth, mise en scène Juliette Deschamps, création au grand Théâtre de la Ville de Luxembourg
- 2009 : Les Sept Péchés capitaux / Mahagonny Songspiel, texte de Bertolt Brecht et musique de Kurt Weill, costumes, direction musicale Jérémie Rhorer, mise en scène Juliette Deschamps, création au Théâtre des Champs-Élysées
- 2017 : Création des costumes de l’Opéra Erismena, direction musicale Leonardo García Alarcón, mise en scène Jean Bellorini, Festival International d’Art Lyrique d’Aix en Provence
- 2018 : Costumes de l’Opéra Rodelinda, direction musicale Emmanuelle Haïm, mise en scène Jean Bellorini, Création pour l’Opéra de Lille

## Expositions
- 1992 : Le Grand Ordinaire et le Petit Ménager, Grande Halle de la Villette à Paris, Carré d'art de Nîmes
- 1995 : Vestiaire et Défilé, Fondation Cartier, Paris
- 1997 : La Fuite, Festival des Jardins de Chaumont-sur-Loire
- 1999 : Le Cagibi des curiosités, dans le cadre de l’exposition « Pantalons : affaire de liberté », Printemps de la Mode
- 2000 : Beaux-Restes, Musée des arts décoratifs de Paris
- 2001 : L’Amour des choses, Théâtre national de Chaillot, Paris ; Scène nationale d'Annecy, Bonlieu, 2002 ; Comédie de Genève, 2003[29]
- 2002 : Scénographie et aménagement de la plage publique pour le Festival de Cannes
- 2002 : Installation autour de Bréviaire pour une fin de siècle et du film de Jacques Tati Mon oncle ; Salon « Habiter », Tuileries, Paris
- 2005 : Bêtes royales et Objet perdus, Musée du Louvre, Paris
- 2007 : Re-Création de la Villa Arpel du film Mon oncle de Jacques Tati ; Salon Futur Intérieur, Paris, 2007 ; Cent Quatre, Paris, 2009
- 2009 : Jacques Tati, deux temps, trois mouvements, Commissaire d’exposition, avec Stéphane Goudet, Cinémathèque française, Paris
- 2015 : Scénographie de l'exposition L'Opéra Comique et ses trésors, Centre national du costume de scène, Moulins, 2015
- 2018 : Création d’un jeu de carte Le Jeu de l’amour et du Hasard pour la mallette pédagogique et artistique distribuée à chaque classe élémentaire du département des Bouches-du-Rhône dans le cadre de MP2018 Quel Amour !
- 2018 : Réalisation d’un drapeau pour Boltanski pour l’exposition The Beautiful Elsewhere, Power Station of Art. de Shanghai
- 2018 : Scénographie de l'exposition Éblouissante Venise, Grand Palais, RMN, Paris
- 2019 : Trouble fête, Collections curieuses et choses inquiètes, Maison Jean Vilar, Avignon

## Écrits
- 1989 : Deschamps-Deschiens : le théâtre de Jérôme Deschamps, Librairie Séguier / Archimbaud
- 1992 : Le Grand Ordinaire et le Petit Ménager, catalogue de l’exposition, Éditions Deschamps et Deschamps
- 1995 : Les Pieds dans l’Eau, Actes Sud-Papiers, Auteurs Macha Makeïeff et Jérôme Deschamps
- 1995 : Les Deschiens, l’Album, Le Seuil/Canal+ Éditions
- 1996 : C’est Magnifique, Actes Sud-Papiers
- 1997 : Les Précieuses Ridicules, Actes Sud-Papiers
- 1997 : Au Chic Deschiens, Le Seuil, Essai de panoplies, garde-robe, attirails vestimentaires des années 80-90, Photographies Richard Boutin
- 1998 : Nouveau Bréviaire pour une Fin de Siècle, avec des photographies de Richard Boutin, Éditions du Chêne
- 1999 : C'est magnifique, Actes Sud Papiers, Auteurs Macha Makeïeff et Jérôme Deschamps
- 2000 : Beaux-restes, avec des photographies de Gilles de Chabaneix, Arles : Actes Sud
- 2000 : Inventaire d’un spectacle : Les Pensionnaires, avec des photographies de Richard Boutin, Arles : Actes Sud
- 2001 : L’Amour des choses, Arles : Actes Sud, Catalogue de l'exposition présentée au Théâtre national de Chaillot, avec des photographies de Richard Boutin
- 2001 : Poétique du Désastre, avec des photographies de Richard Boutin, Arles : Actes Sud
- 2004 : La stratégie du bonheur, Textes Macha Makeïeff et Régine Robine, Photographies Valérie Villieu et Laurence Faure
- 2009 : Jacques Tati, deux temps, trois mouvements, sous la direction de Macha Makeïeff et Stéphane Goudet, Naïve
- 2009 : Réalise la maquette de PlayTime (S. Goudet/F.Ede), Cahiers du cinéma
- 2019 : Création de la revue Écrits-Criée et contribution, sortie du n°1 le 8 janvier 2019
- 2019 : Zone Céleste, Actes Sud

## Filmographie
- 1985 : Tam-Tam, scénario et réalisation Jérôme Deschamps, Guy Girard et Macha Makeïeff
- 1987 : C’est Dimanche, scénario et réalisation Jérôme Deschamps et Macha Makeïeff
- 1994 : Les Deschiens no 1, réalisation Jérôme Deschamps et Macha Makeïeff
- 1995 : Les Deschiens no 2, réalisation Jérôme Deschamps et Macha Makeïeff
- 1996 : Les Deschiens no 3, réalisation Jérôme Deschamps et Macha Makeïeff
- 1998 : Les Deschiens Spécial Coupe du monde de Football ! réalisation Jérôme Deschamps et Macha Makeïeff
- 1999 : Les Deschiens « Qui va m'aimer » ? réalisation Jérôme Deschamps et Macha Makeïeff
- 2001 : Les Deschiens Les Inédits, réalisation Jérôme Deschamps et Macha Makeïeff
- 2001 : Les Deschiens « Série Moderne », réalisation Jérôme Deschamps et Macha Makeïeff
- 2009 : La Véritable Histoire du chat botté, film d’animation d’après le conte de Charles Perrault, scénario et réalisation Pascal Hérold, Jérôme Deschamps et Macha Makeïeff
- 2013 : Ali Baba Marseille, quarante vignettes vidéos autour du spectacle Ali Baba[11], réalisation Macha Makeïeff et Marie Mandy
- 2016/2017 : Réalisation de 6 teasers vidéo pour l’exposition Ludwig Van, le mythe Beethoven, commissaire d’exposition Marie-Pauline Martin, Colin Lemoine, Cité de la Musique espace d’exposition de la Philharmonie de Paris

## Décorations
- 2013  Officière de l'ordre national du Mérite[30] (chevalière en 1994)[31].
- 2017 Chevalier de l'Ordre du Mérite culturel de Monaco[32].
- 2023  Officière de la Légion d'honneur[33](Chevalière en 2009)[34].